# ドバイ・オートドローム
ドバイ・オートドローム（Dubai Autodrome）はアラブ首長国連邦ドバイランド内のドバイ・モーター・シティ内にあるサーキット。

## 概要
完成は2004年10月。毎年1月にドバイ24時間レースが行われている。2008年にはGP2アジアシリーズのドバイグランプリが開催され、小林可夢偉が1分41秒220のコースレコードを樹立した。過去にはA1グランプリ、FIA GT選手権が開催された。また2009年8月収録のアメージング・レース15では中間地点をして撮影された。
2021年、アジアン・ル・マン・シリーズの第1-2戦が行われた。